# 亚成体
亚成体（英語：Subadult），生物的发育阶段之一，可以指：
- 动物已经离开父母独立生活，但还未性成熟。
- 植物已离开发育期，将要进入性成熟。

与之相关的概念有：
- 昆虫：幼虫、若虫
- 头足纲：Paralarva（英语：Paralarva）

一般不包括蝌蚪等脊椎动物之幼体。

## 外部連結
- "亞成體" - 搜索 Google 圖書